# North Hills (Virginia Occidentale)
North Hills è un comune degli Stati Uniti d'America, situato nello Stato della Virginia Occidentale, nella contea di Wood.